# Pogonotriccus chapmani
El  orejerito de Chapman (Pogonotriccus chapmani) también denominado atrapamoscas de Chapman, atrapamoscas alicanela o atrapamoscas escurridizo (en Venezuela), es una especie de ave paseriforme de la familia Tyrannidae, perteneciente al género Pogonotriccus, situada anteriormente en el género Phylloscartes por diversos autores. Es nativo de la región de los tepuyes del norte de América del Sur.

## Distribución y hábitat

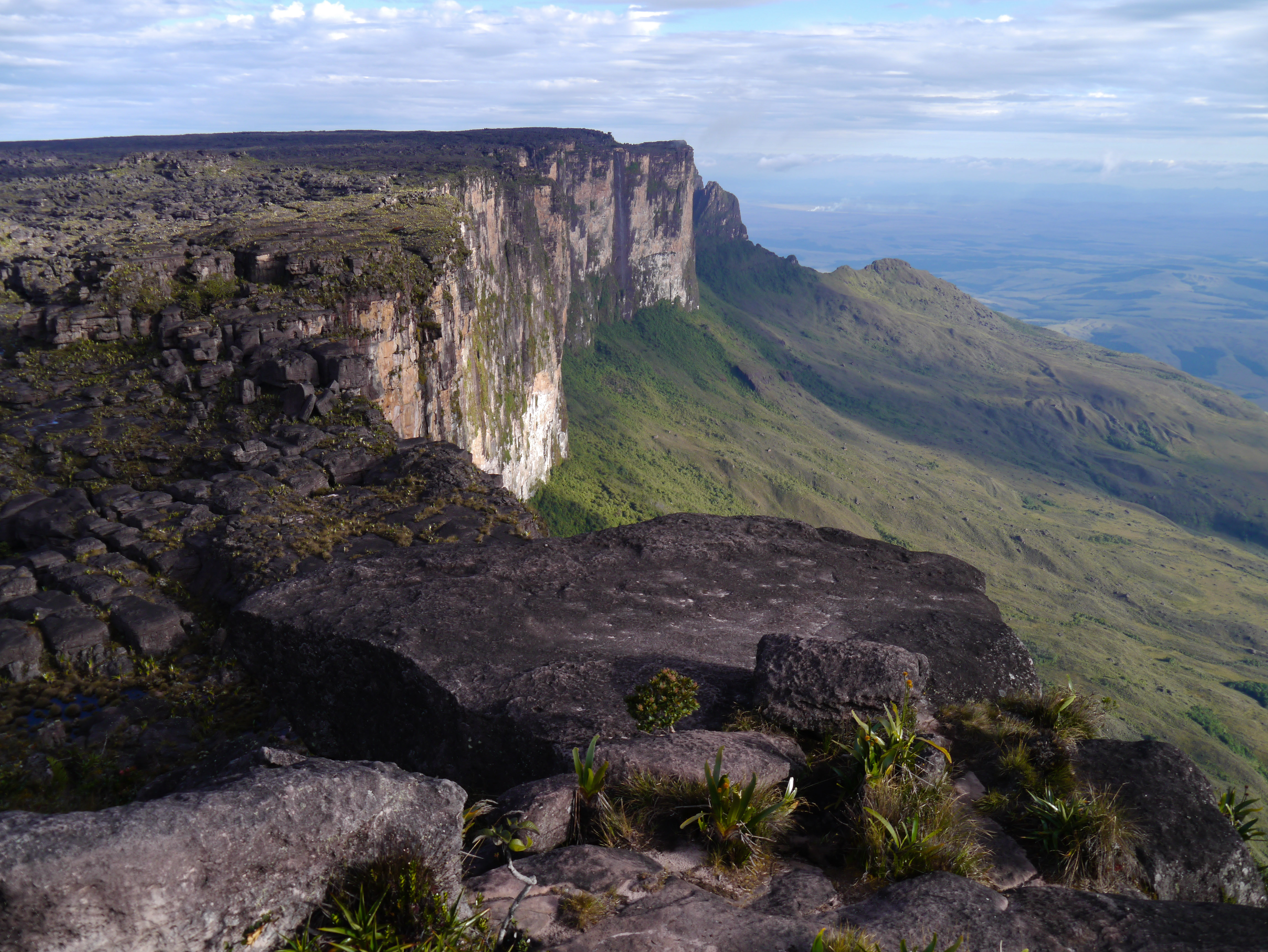
Laderas del Monte Roraima, ejemplo de hábitat de la especie.

Se distribuye por la región de los tepuyes del sur de Venezuela y adyacencias en Guyana y extremo norte de Brasil (Roraima).
Esta especie es considerada localmente común en su hábitat natural: el sotobosque en el interior de bosques montanos, principalmente entre los 1000 y los 2000 m de altitud.

## Sistemática

### Descripción original
La especie P. chapmani fue descrita por primera vez por el ornitólogo estadounidense Ernest Thomas Gilliard en 1940 bajo el nombre científico Phylloscartes chapmani; su localidad tipo es: «Arabupu, Monte Roraima, 4200 pies (c. 1280 m), Venezuela». El holotipo, un macho adulto colectado el 29 de diciembre de 1938, pertenece a la Colección Ornitológica William Phelps no. 4984 y se encuentra depositado en el Museo Americano de Historia Natural.

### Etimología
El nombre genérico masculino «Pogonotriccus» se compone de las palabras del griego «pōgōn, pōgonōs» que sinifica ‘barba’, y «τρικκος trikkos»: pequeño pájaro no identificado; en ornitología, triccus significa «atrapamoscas tirano»; y el nombre de la especie «chapmani» conmemora al ornitólogo estadounidense Frank Michler Chapman (1864–1945).

### Taxonomía
Esta especie, que exhibe características morfológicas y comportamentales diferenciadas, ya era situada en el género Pogonotriccus por el Congreso Ornitológico Internacional (IOC),  así como por diversos otros autores, y en Phylloscartes por otros. Finalmente, los amplios estudios genéticos de Harvey et al. (2020) confirmaron que Phylloscartes y Pogonotriccus constituyen dos clados diferentes. Sobre estas evidencias, el Comité de Clasificación de Sudamérica (SACC), en la Propuesta No 959 reconocío la inclusión de esta y otras especies en Pogonotriccus.

### Subespecies
Según las clasificaciones del Congreso Ornitológico Internacional (IOC) y Clements Checklist/eBird se reconocen dos subespecies, con su correspondiente distribución geográfica:
- Pogonotriccus chapmani chapmani (Gilliard), 1940 – sur de Venezuela (sur de Bolívar y norte de Amazonas) y adyacente Guyana y Brasil.
- Pogonotriccus chapmani duidae (Phelps & Phelps Jr), 1951 – Cerros Duida y Neblina, en el sur de Venezuela (sur de Amazonas) y adyacente Brasil.